# Andrej Borejko
Andrej Viktorovitsj Borejko (Russisch: Андре́й Ви́кторович Боре́йко) (Sint-Petersburg, 22 juli 1957) is een Russische dirigent.
Terwijl de Nederlandse transliteratie van de naam "Borejko" is, gebruikt de dirigent zelf uitsluitend "Andrey Boreyko" als naam.

## Opleiding
Op het Rimsky-Korsakov-conservatorium in Sint-Petersburg studeerde hij directie (leraren: Elisabeta Kudriavtseva en Alexander Dmitriev) en compositie, en deed summa cum laude eindexamen in 1979.
In 1987 won hij onderscheidingen op het Grzegorz Fitelberg-dirigentenconcours in Katowice (Polen), en in 1989 was hij een prijswinnaar op het Kirill Kondrashin-dirigentenconcours in Amsterdam.

## Carrière
Boreyko was – onder meer – Generalmusikdirektor van de Jenaer Philharmonie van 1998 tot 2003. Met dat orkest behaalde Boreyko in drie achtereenvolgende seizoenen onderscheidingen voor de meest innovatieve concertprogrammering uitgereikt door het Deutscher Musikverleger-Verband. Hij draagt nu de titel van eredirigent van dit orkest.
Boreyko was chef-dirigent van de Hamburger Symphoniker vanaf 2004 tot aan zijn onverwachte vertrek in november 2007. Hij was chef-dirigent van het Berner Symphonieorchester van 2004 tot 2010.
In mei 2008 werd Boreyko aangekondigd als de nieuwe Generalmusikdirektor van de Düsseldorfer Symphoniker met ingang van het seizoen 2009-2010 voor een eerste contractperiode van vijf jaar.
Buiten Duitsland was Boreyko vaste gastdirigent van het Vancouver Symphony Orchestra van 2000 tot 2003. Voorts was hij, eveneens in Canada, music director van het Winnipeg Symphony Orchestra van 2001 tot 2006.
In september 2010 kondigde het Nationaal Orkest van België de aanstelling aan van Boreyko als nieuwe muziekdirecteur, met ingang van het seizoen 2012-2013 voor een eerste contractperiode van vijf jaar. Hij is vaste gastdirigent van het Radio-Sinfonieorchester Stuttgart des SWR en van het Orquesta Sinfónica de Euskadi in Bilbao (Spaans Baskenland).
In Nederland dirigeerde hij het Koninklijk Concertgebouworkest tijdens een concert ter ere van en met medewerking van wijlen Mstislav Rostropovitsj in juni 2001 in het kader van het festival SLAVA! De cellist-pianist-dirigent stond een deel van het concert zelf op de bok, maar gaf in andere delen de baton over aan Boreyko.
Boreyko’s discografie omvat Lamentate van Arvo Pärt alsmede de zesde symfonie van Valentin Silvestrov, beide opgenomen met het Radio-Sinfonieorchester Stuttgart des SWR op het label ECM Records.
In 2006 bracht Hänssler Classic een live-opname uit, met hetzelfde orkest, van de symfonie nr. 4 van Sjostakovitsj en van diens originele versie van de Suite opus 29a uit de opera Lady Macbeth van Mtsensk; deze laatste opname betrof een wereldpremière. Van Sjostakovitsj nam Boreyko tevens – onder meer – de vierde en de vijftiende symfonie op (zelfde orkest, zelfde label).
Bovendien nam hij van Tsjaikovski diens Manfred-symfonie op met de Düsseldorfer Symphoniker en Chain 2 van Witold Lutosławski met de Los Angeles Philharmonic (label Yarling Records).
In het voorjaar van 2013 maakte The Naples Philharmonic in Naples (Florida) bekend dat Boreyko was aangesteld als Music Director voor het seizoen 2014-2015, maar dat hij per direct zou beginnen in de functie van Music Director Designate.